# اکالد
اکالد (به لاتین: Akalede) یک منطقهٔ مسکونی در توگو است که در منطقه کارا واقع شده‌است.